# Bistum Gliwice

Karte des Bistums Gliwice

Das Bistum Gliwice (lat.: Dioecesis Glivicensis, poln.: Diecezja gliwicka) ist eine in Polen gelegene Diözese der römisch-katholischen Kirche in Oberschlesien in der heutigen Woiwodschaft Schlesien mit Sitz in Gliwice (deutsch Gleiwitz).

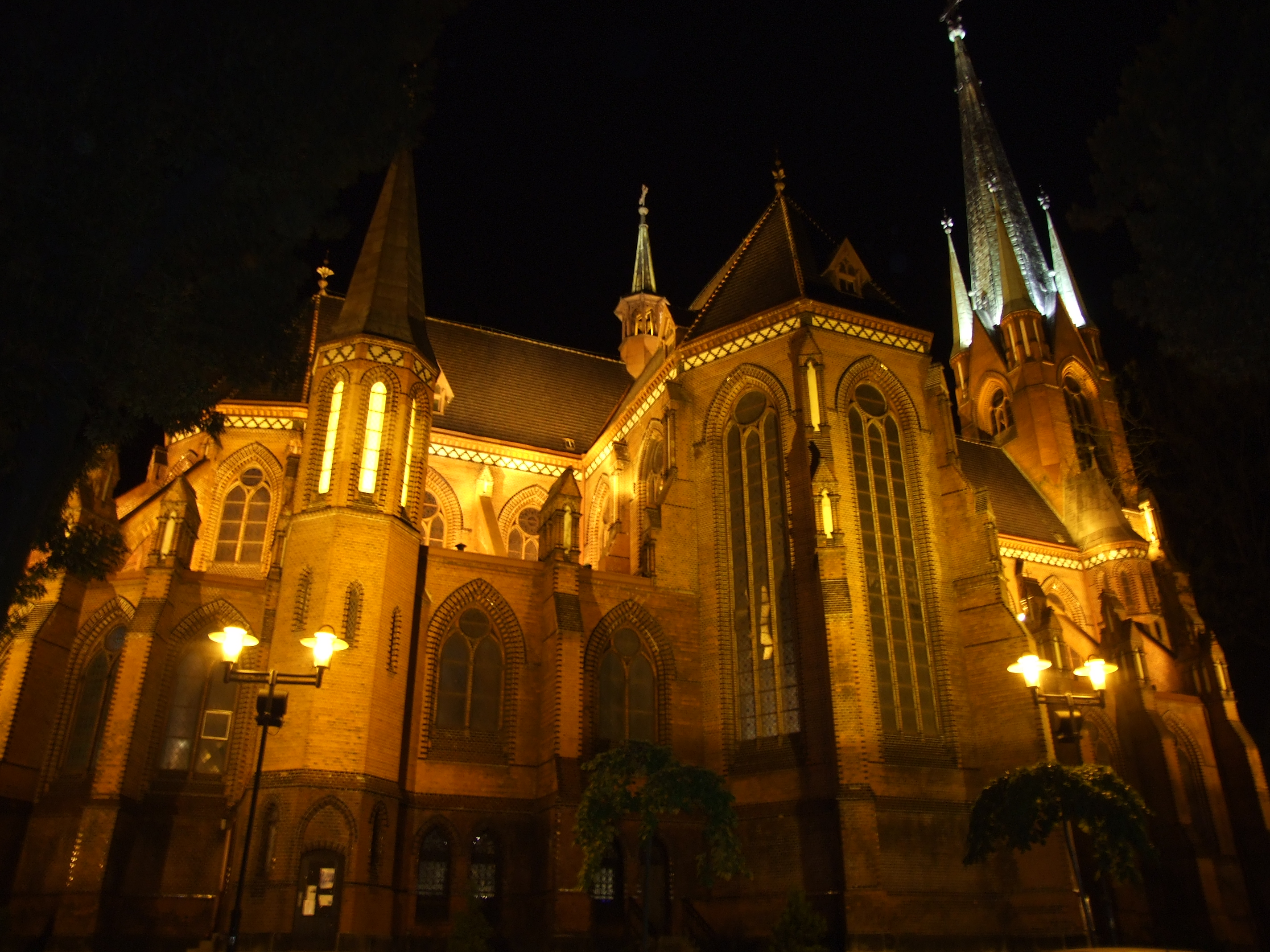
Kathedrale St.Peter u.Paul Gliwice

## Geschichte
Mit der Apostolischen Konstitution Totus tuus Poloniae populus vom 25. März 1992 ordnete Papst Johannes Paul II. die Kirchenstruktur Polens neu.
Das neugebildete Bistum Gliwice wurde aus Teilen des Territoriums der Erzbistümer Częstochowa, Kattowitz und des Bistums Oppeln errichtet und als Suffraganbistum dem Erzbistum Kattowitz zugeordnet.

## Bischöfe
- 1992–2011: Jan Walenty Wieczorek
- 2011–2023: Jan Kopiec
- seit 2023: Sławomir Oder

## Weihbischöfe
- Gerard Alfons Kusz (1992–2014)
- Andrzej Iwanecki (seit 2017)

## Dekanate
| - Bytom (Beuthen O.S.) - Bytom Miechowice - Gliwice (Gleiwitz) - Gliwice Łabędy - Gliwice Ostropa - Gliwice Sośnica - Kuźnia Raciborska (Ratiborhammer) - Lubliniec (Lublinitz) - Pyskowice (Peiskretscham) | - Pławniowice (Plawniowitz) - Sadów - Stare Tarnowice - Tarnowskie Góry (Tarnowitz) - Toszek (Tost) - Woźniki (Woischnik) - Zabrze (Hindenburg O.S) - Zabrze Mikulczyce - Żyglin |

## Bistumspatrone
- St. Hedwig von Schlesien 16. Oktober
- St. Peter und Paul 29. Juni
- St. Anna 26. Juli

## Kirchliche Einrichtungen

### Wichtige Kirchen
- Die Domkirche St. Peter und Paul